# Odpad město smrt
Odpad město smrt je film Jana Hřebejka z roku 2012. Jde o zfilmovaný divadelní scénář (Der Müll, die Stadt und der Tod) německého autora Rainera Wernera Fassbindera z roku 1975, který byl současně předlohou stejnojmenné divadelní inscenace režiséra Dušana D. Pařízka.
Gabriela Míčová získala cenu za nejlepší ženský herecký výkon v hlavní roli na Cenách české filmové kritiky, další dvě nominace (nejlepší kamera a hudba) zůstaly neproměněné. Míčová poté získala i Českého lva a film byl nominován na dalších 9 Českých lvů (nejlepší film, režie, scénář, kamera, střih, hudba, výtvarné řešení, mužský herecký výkon v hlavní roli pro Martina Pechláta a mužský herecký výkon ve vedlejší roli pro Martina Fingera), tyto nominace ale neproměnil.

## Obsazení
| Gabriela Míčová         | Romi                                   |
| Jiří Černý              | Oskar                                  |
| Martin Finger           | bohatý Žid                             |
| Stanislav Majer         | Franz                                  |
| Martin Pechlát          | pan Müller                             |
| Dana Poláková           | paní Müllerová (mluví Tereza Bebarová) |
| Anna Polcarová          | prostitutka                            |
| Lenka Hejduková         | prostitutka                            |
| Markéta Doubravská      | prostitutka                            |
| Zuzana Frkáňová         | prostitutka                            |
| Veronika Řeháková       | tanečnice v kabaretu                   |
| Jana Vilímová           | tanečnice v kabaretu                   |
| Michaela Mádrová        | tanečnice v kabaretu                   |
| Cheryl – Uljana Kamenik | tanečnice v kabaretu                   |
| Lucie Hetfleischová     | tanečnice v kabaretu                   |
| Anna Buršíčková         | tanečnice v kabaretu                   |
| Helena Štěpánková       | tanečnice v kabaretu                   |
| Marcela Kandračová      | tanečnice v kabaretu                   |

## Recenze
- Jan Gregor, Aktuálně.cz, 27. listopadu 2012  Dostupné online.
- František Fuka, FFFilm , 23. listopadu 2012  Dostupné online.